# Eunicida
Eunicida é uma ordem de vermes Polychaeta.

## Famílias
O Registo Mundial de Espécies Marinhas (WoRMS) inclui as seguintes famílias na ordem:
- Dorvilleidae
- Eunicidae
- Hartmaniellidae
- Ichthyotomidae
- Lumbrineridae
- Oenonidae
- Onuphidae